# Bahaa Tahir
Bahaa Tahir(en árabe: بهاء طاهر, El Cairo, 1935-27 de octubre de 2022) fue un escritor egipcio ganador del Premio internacional de ficción árabe en 2008.

## Biografía
Taher nació en la gobernación de Guiza en 1935, con raíces en Luxor en el Alto Egipto. Obtuvo una licenciatura en historia, facultad de literatura en 1956, luego un diploma de posgrado en medios de comunicación de la Universidad de El Cairo en 1973. Fue uno de los artistas egipcios que colaboraron con la revista literaria de vanguardia Galerie 68. Cuando se le prohibió escribir en 1975, salió de Egipto y viajó mucho por África y Asia en busca de trabajo como traductor. Durante las décadas de 1980 y 1990 vivió en Suiza, donde trabajó como traductor para las Naciones Unidas. Posteriormente regresó a Egipto, donde continuó residiendo.
En su juventud estuvo involucrado en causas de izquierda, y fue partidario del programa de desarrollo de Gamal Abdel Nasser para Egipto. Sintió que el fin de esta política por parte de Anwar El Sadat había sido un desastre para Egipto. Se llamó a sí mismo panárabe, pero dijo que no veía mucho bien en los regímenes árabes de hoy. Sintió que los occidentales quieren ver exotismo, discriminación de género y problemas entre minorías en las obras de los escritores árabes, pero se negó a cumplir con estos estereotipos.
Murió el 27 de octubre de 2022, después de una larga enfermedad.

## Obra
- 1985 - East of the Palms. Su primera novela fue publicada en forma de serie.[5]
- 1985 - Qalat Duha. Fue traducida por Peter Daniel y publicado por la American University in Cairo Press en 2008.
- 1991 - Aunt Safiyya and the Monastery. Su tercera novela, ambientada en el Alto Egipto, trata sobre una disputa de sangre como resultado de la cual un joven musulmán, que huye de la venganza, encuentra refugio en un monasterio copto. Se ha traducido a diez idiomas,[5] incluida la traducción al inglés de 1996 de Barbara Romaine. Fue traducida al georgiano por Zviad Tskhvetiani y publicada por Libros en Batumi, ISBN 978-9941-474-10-1.[7]
- 1995 - Love in Exile. Su cuarta novela trata sobre la masacre de palestinos en los campos de refugiados de Sabra y Shatila en el Líbano en 1982. fue traducido al inglés por Farouk Abdel Wahab, el seudónimo de Farouk Mustafa.[8] La traducción fue publicada por American University en Cairo Press en 2001 y luego reeditada por Arabia Books.[9]
- 2001 - The Point of Light
- 2007 - Sunset Oasis. Su sexta novela está ambientada en el Egipto del siglo XIX al comienzo de la ocupación británica del país. El protagonista del libro es un policía nacionalista egipcio que sufre una crisis existencial.[10][11] Fue traducido al inglés por Humphrey Davies y fue publicado en el Reino Unido en 2009 por Sceptre.[12] Fue traducido al noruego por Unn Gyda Næss y es publicado por Vigmostad og Bjørke. Título noruego: "Der solen går ned", ISBN 978-82-419-0583-4.[13]

## Premios y reconocimientos
- 1998 - Premio Estatal al Mérito en Literatura, es el premio literario más importante de Egipto.[2]
- 2000 - Premio italiano Giuseppe Acerbi por Aunt Safiyya and the Monastery.[2]
- 2008 - Premio Internacional de Narrativa Árabe por Sunset Oasis. Es el primer ganador de este premio.[11]